# NGC 6193
NGC 6193 – gromada otwarta o piątej wielkości gwiazdowej, składająca się z około 30 gwiazd, znajdująca się w gwiazdozbiorze Ołtarza w odległości około 3,8 tys. lat świetlnych od Słońca. Leży w centrum asocjacji gwiazdowej Ara OB1. Została odkryta 14 maja 1826 roku przez Jamesa Dunlopa. Rozmiary kątowe gromady wynoszą połowę rozmiarów kątowych Księżyca w pełni. Jej najjaśniejszym składnikiem jest niebieskobiała gwiazda o jasności obserwowanej 5,6m.

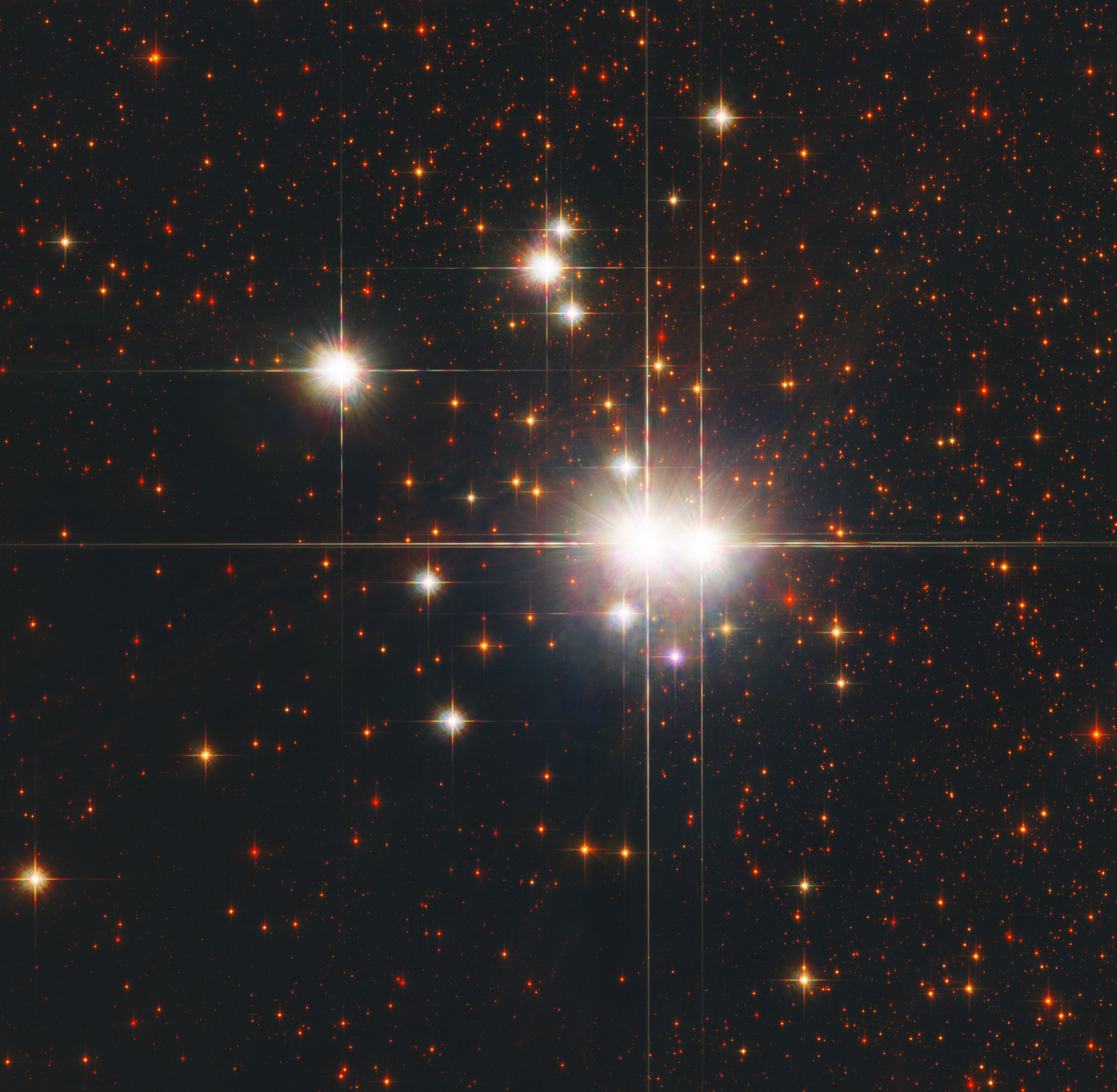
Zdjęcie z Kosmicznego Teleskopu Hubble’a

Masywne, gorące gwiazdy gromady NGC 6193 powodują kompresję obłoków molekularnych obszaru H II RCW 108.
W pobliżu znajduje się niewyraźna mgławica o nieregularnym kształcie, NGC 6188, którą dobrze widać jedynie na zdjęciach.